# Castro (Mellid)
Castro o Santo Tomé de Castro (llamada oficialmente San Tomé de Castro) es una parroquia del municipio de Mellid, en la provincia de La Coruña, Galicia, España.

## Entidades de población
Entidades de población que forman parte de la parroquia:
- As Cazallas
- Casanova
- Castro

## Demografía
| Gráfica de evolución demográfica de Castro entre 2000 y 2018 |
|                                                              |
| Población de derecho según el padrón municipal del INE       |